# 전촌항
전촌항은 경상북도 경주시 감포읍 전촌리에 있는 어항이다. 1972년 2월 7일 지방어항으로 지정하여 관리하고 있다. 시설관리자는 경주시장이다.

감포항 남쪽 2km의 돌출부 서쪽 만입한 곳에 있는 규모가 대체로 큰 어항이며 물양장을 공원화하여 아름다운 조경을 이루고 야외공연장도 갖추었다. 지리적으로 감포항과 가까이 있어서 어업활동과 생활권을 같이하고 있으며 어업인구 400여명, 어선 60여척이 조업하고 있다.

## 어항 연혁
- 본래 장기군 내남면의 지역으로 1914년 행정구역 폐합에 의하여 전촌, 장진, 법동을 병합하여 전촌리라 하였다

## 어항 구역
본 항의 어항구역은 다음과 같다.
- 수역: 남방파제 기부에서 정남쪽으로 200m, 이점에서 다시 정동쪽으로 30m 이동된 점을 중심으로 반경 350m 선을 따라 형성된 공유수면(250,000m2)

## 어항 시설
2기의 방파제(북방파제 334m 남방파제 240m)와 물양장(150m)이 있고, 급유는 수협 탱크로리 및 일반유류가 있으며, 급수는 자체 조달, 선박수리는 감포의 수리시설을 이용하고, 폐저유탱크는 물양장 서측에 있으며 경주시수협에서 수거한다.

## 주요 어종
- 고등어, 우럭, 조피볼락, 감성돔, 돌돔, 오징어, 돌미역, 해삼, 멍게